# 深圳市水务局
深圳市水务局是中华人民共和国广东省深圳市人民政府主管水务的组成部门，亦是中华人民共和国第一个城市水务局。

## 历史

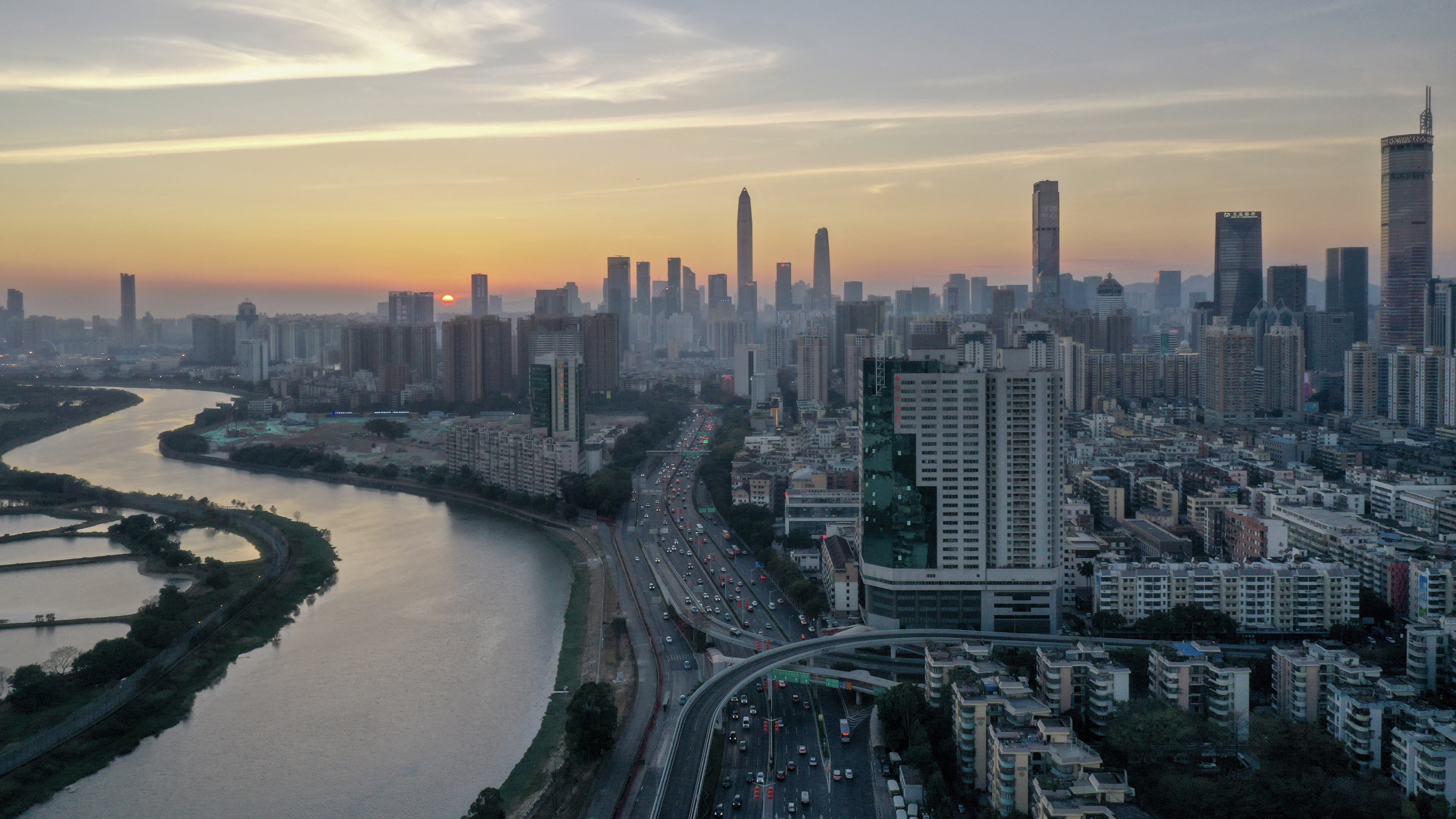
深圳河

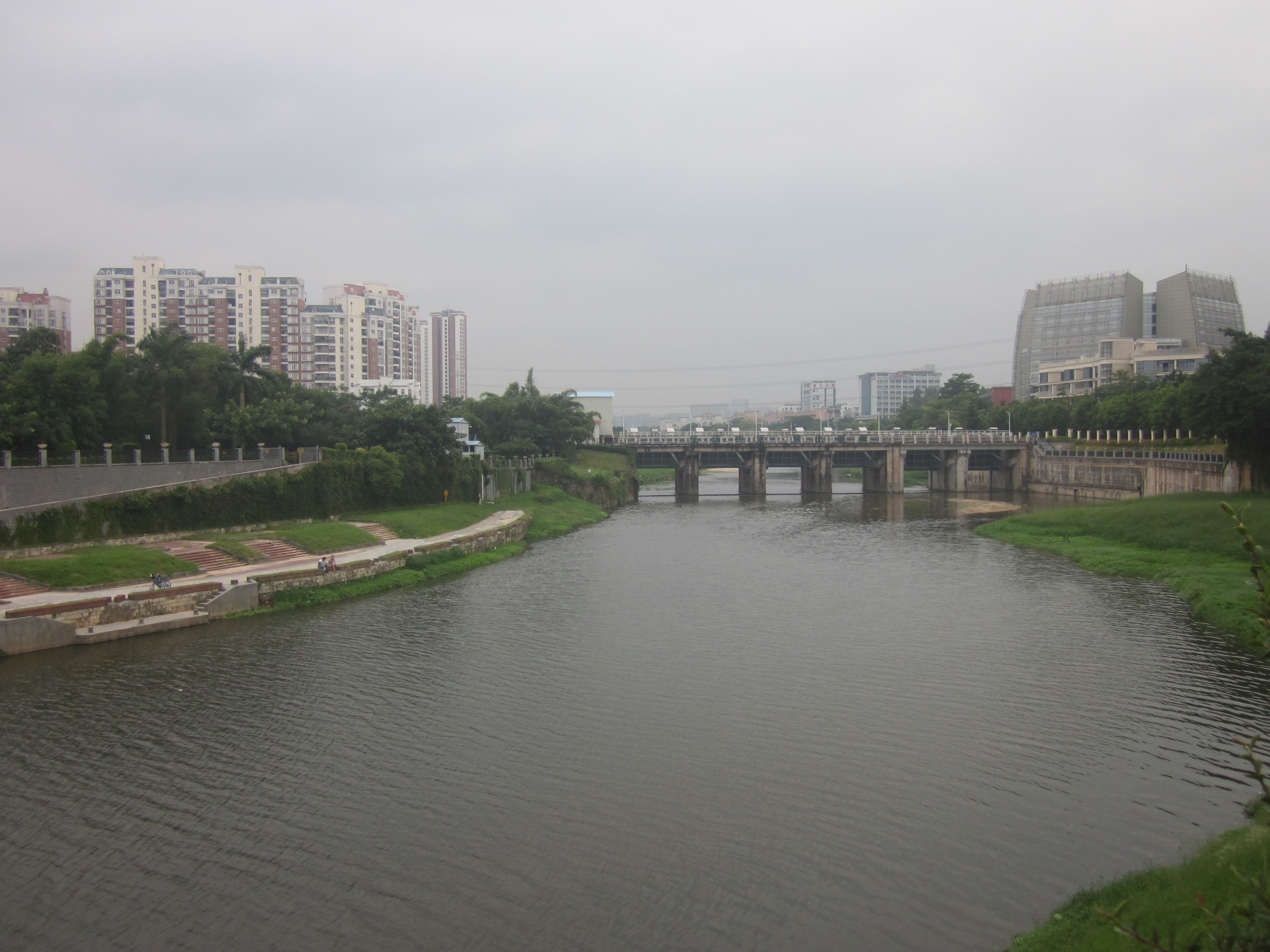
观澜河

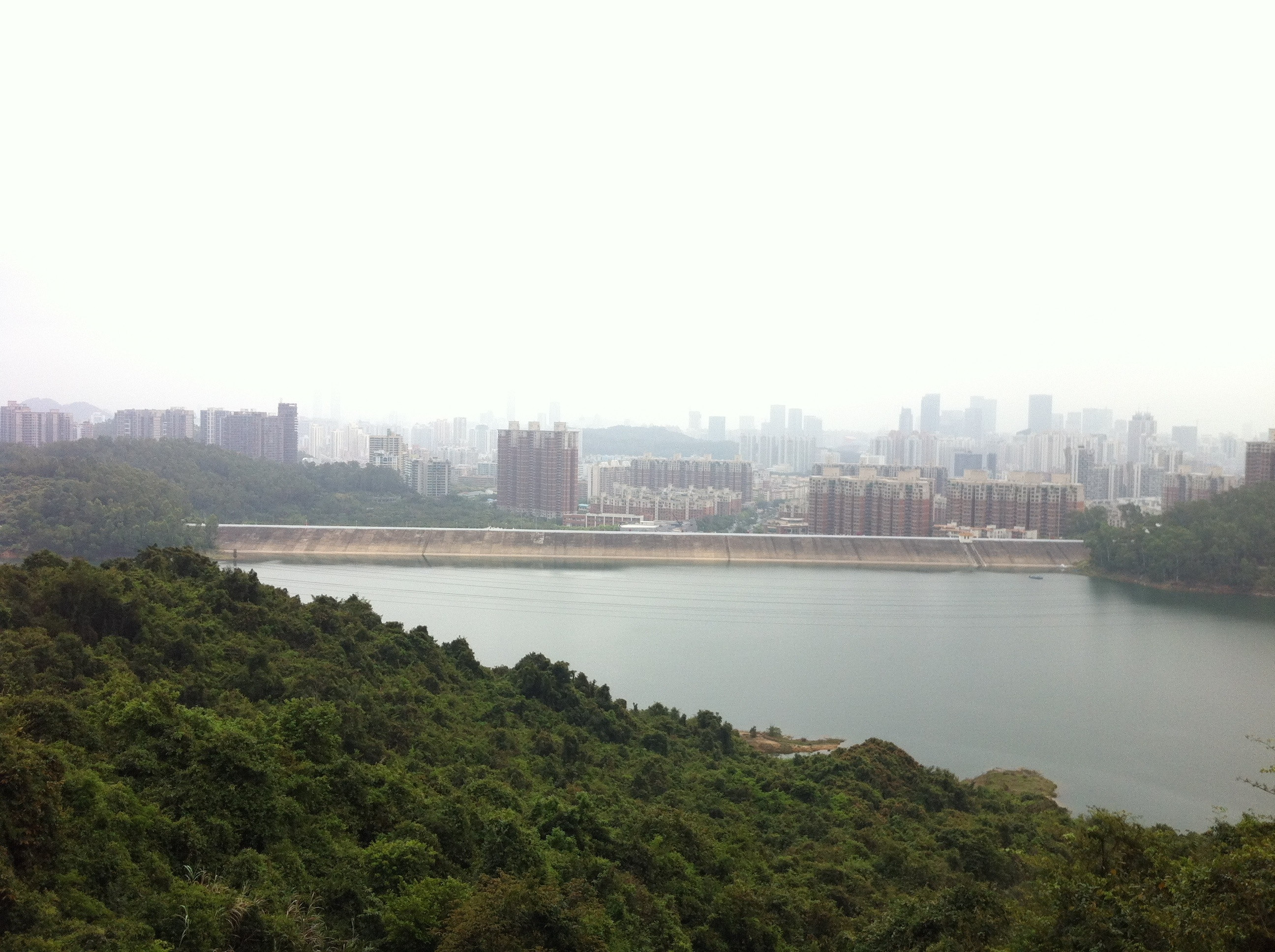
梅林水库

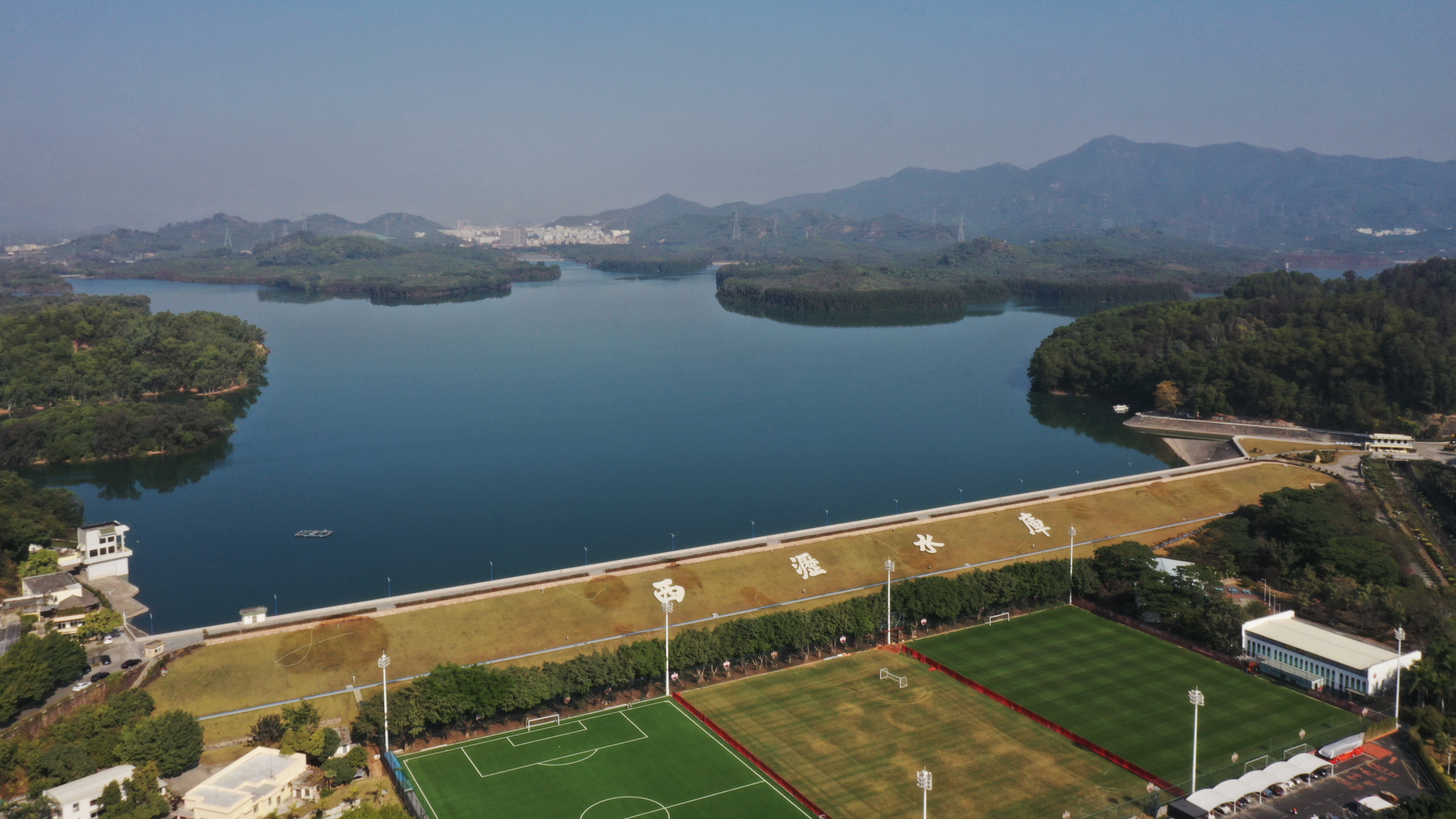
西丽水库

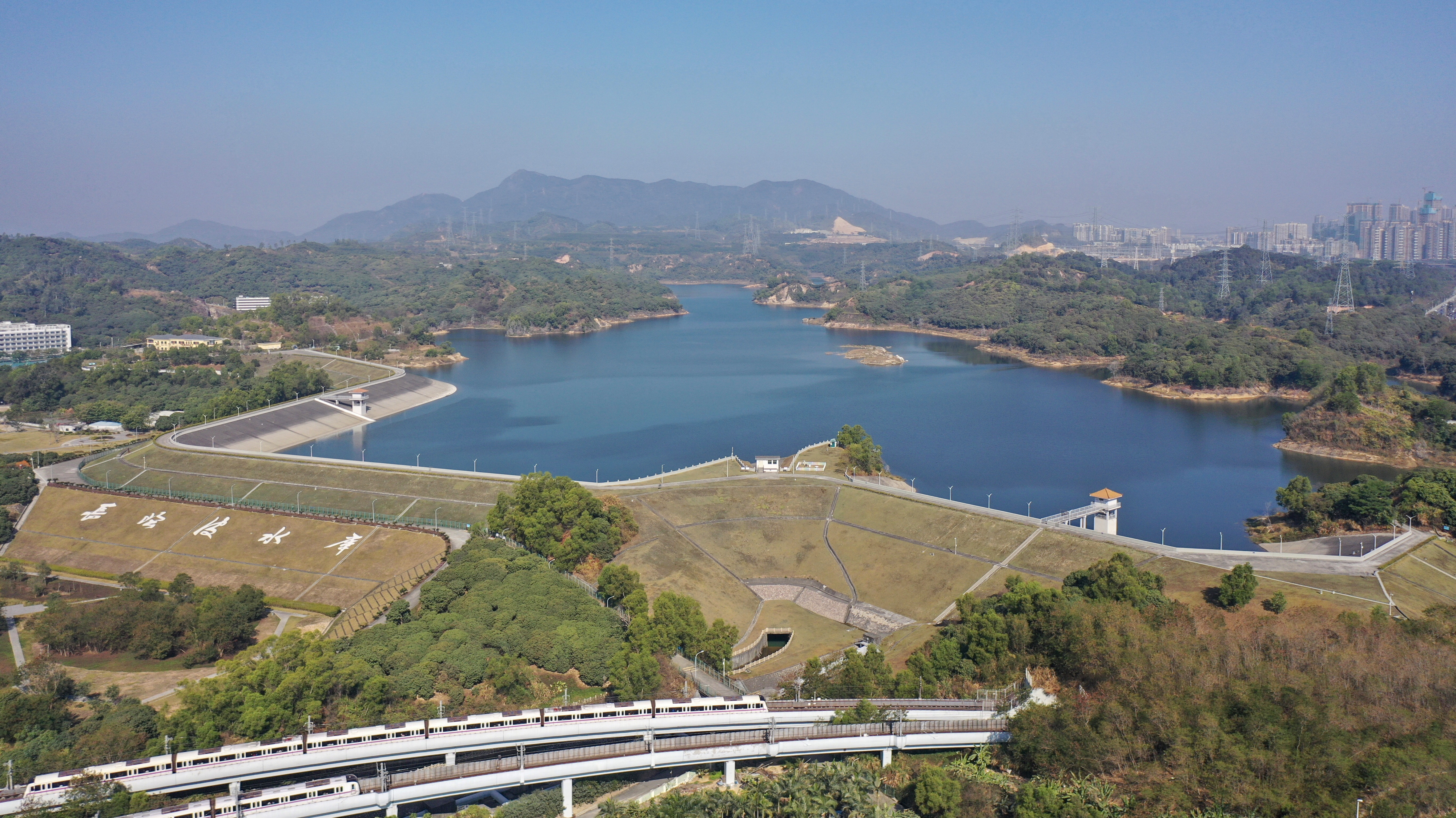
长岭皮水库

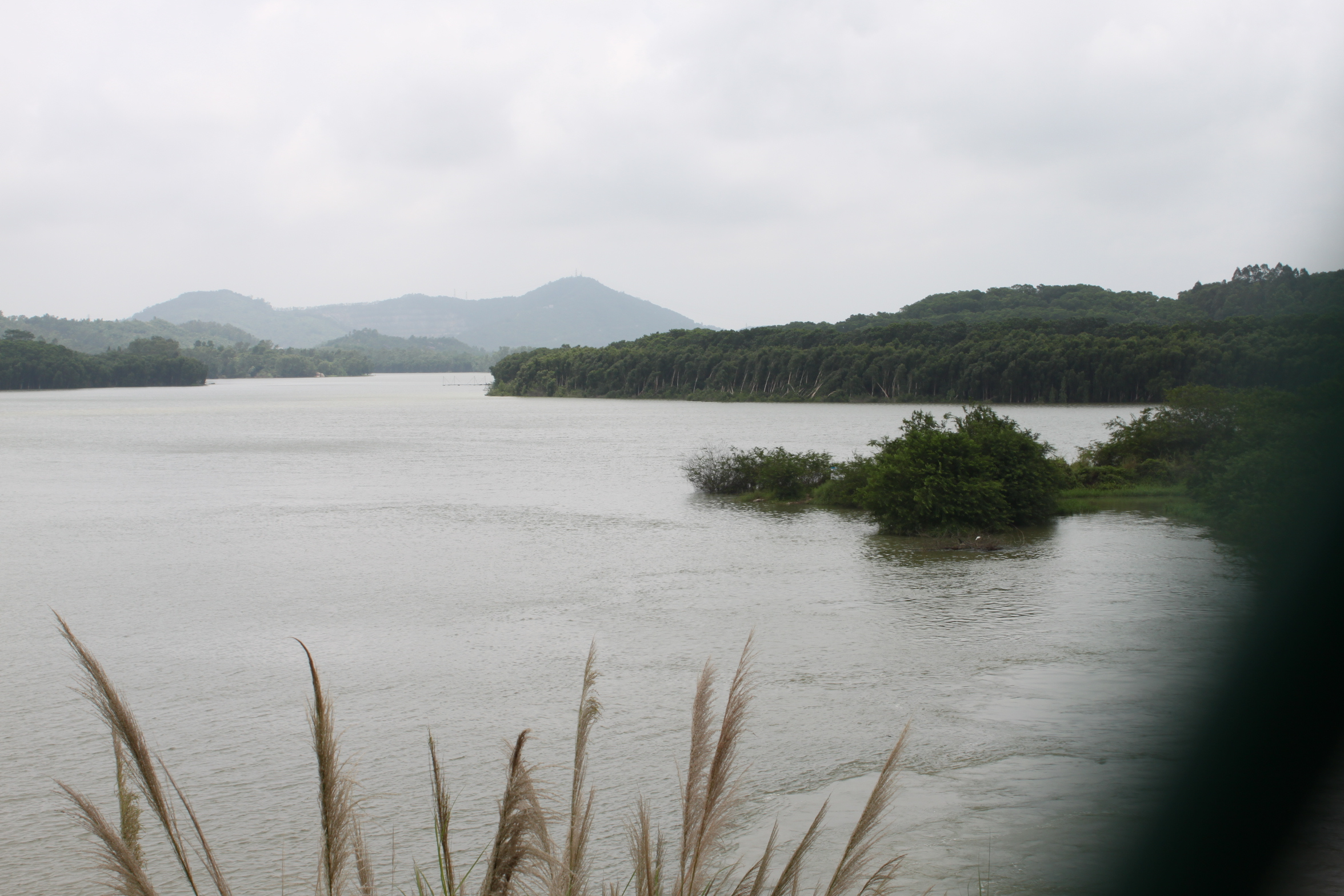
铁岗水库

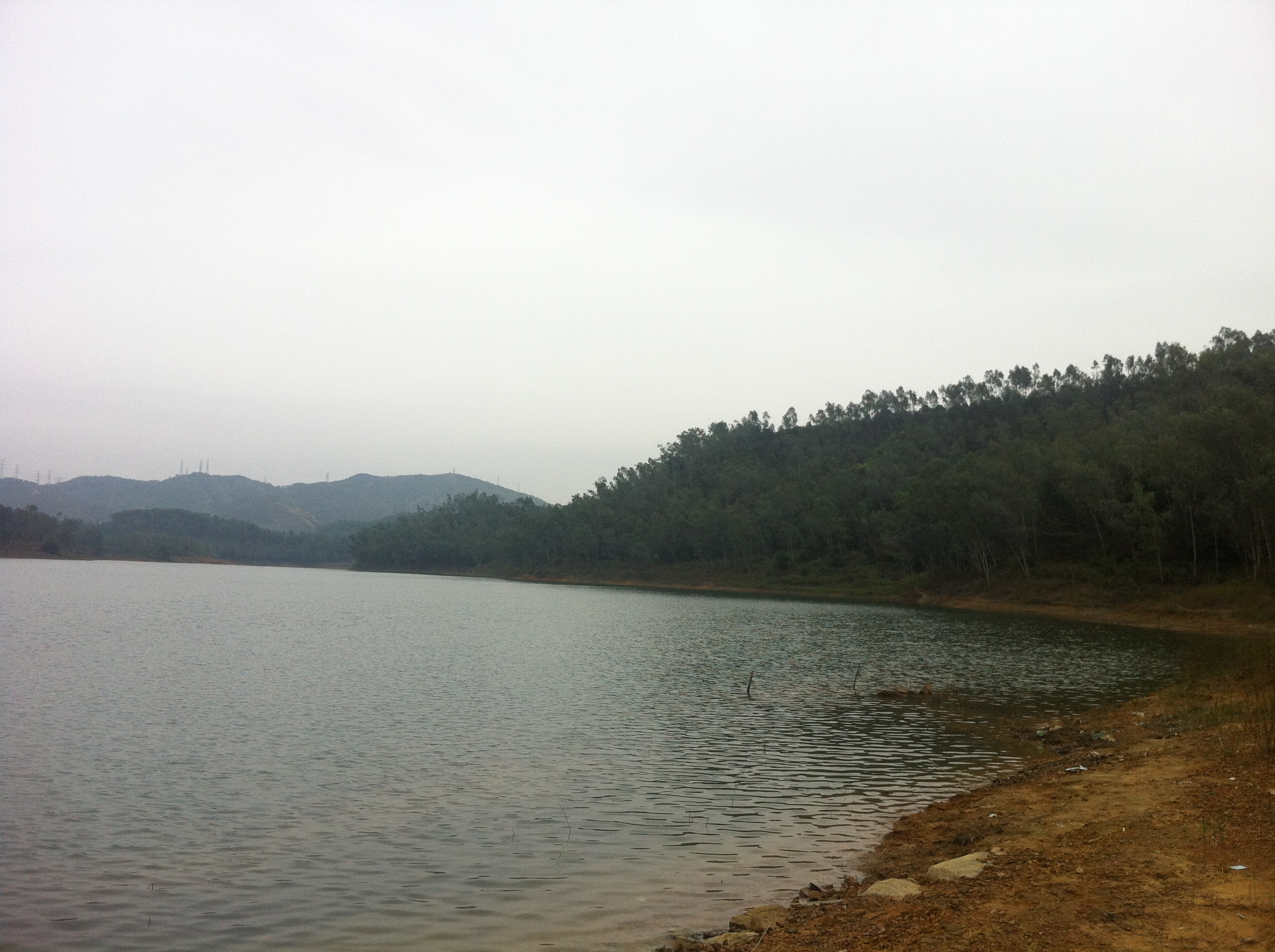
清林径水库

- 1979年3月，国务院同意宝安县改为深圳市，宝安县水电局升格为深圳市水电局。
- 1980年12月，深圳市水电局成立深圳市水利水电综合经营发展公司。
- 1982年4月，深圳市人民政府撤销深圳市水电局[2]，深圳市水电局降格为宝安县水电局，深圳市水利水电综合经营发展公司划归宝安县管理。
- 1986年6月，宝安县水电局亦撤销，成立宝安县水利水电综合发展公司，保留深圳市水利水电综合发展公司的牌子。
- 1990年8月，深圳市人民政府恢复设置深圳市水利局。
- 1993年7月，深圳市人民政府参考香港水务署的管理模式，成立深圳市水务局，将深圳市水利局、深圳市城管办、深圳市规划国土局、深圳市建设局行使的管水职能进行整合，各区和街道陆续成立水务局和水务工作站[1]。
- 1996年，深圳市规划国土局的水土保持职能划归至深圳市水务局。
- 2004年，深圳市人民政府将分散于各部门的水污染治理和排水管理职能划入深圳市水务局，实现涉水事务管理一体化[3]。
- 2005年，深圳市人民政府将深圳市城市管理局承担的水行政执法职能划入深圳市水务局[3]。
- 2009年7月，深圳市进行大部制改革，深圳市水务局由深圳市人居环境委员会归口联系[4]。
- 2019年1月，深圳市再次进行机构改革，将深圳市水务局的水资源调查职责划入深圳市规划和自然资源局，将深圳市水务局的编制水功能区划、排污口设置管理职责划入深圳市生态环境局[5]。

## 职责
根据《深圳市水务局职能配置、内设机构和人员编制规定》，深圳市规划和自然资源局承担下列职责：
1. 拟订水务发展规划和政策，拟订水资源、防洪排涝、农田水利、供水、排水、节水、水土保持、污水处理及回用、再生水利用、海水利用等专业规划，经批准后组织实施。起草有关地方性法规、规章草案。
2. 负责生活、生产经营和生态环境用水的统筹和保障工作。组织实施最严格水资源管理制度，实施水资源的统一监督管理。根据全省水资源分配方案，做好跨境水资源规划衔接工作。发布全市水资源公报。
3. 负责水资源保护工作。负责水文水资源监测，指导、监督水文站网建设和管理工作。监测河道、水库的水量，检测其水质，协助做好水源保护工作。
4. 负责全市水环境综合整治工作的组织领导、统筹协调、督查督办工作。负责水污染治理、内涝整治、排水管网建设的指导、协调、监督工作。组织拟订全市水环境治理专项规划及流域综合治理规划、年度工作任务及实施计划，并监督实施。参与拟订全市水环境保护政策和规划。
5. 负责城市供水水质安全工作。负责水务企业的行业管理，负责水务行业的特许经营管理。负责管道直饮水的管理以及原水、供水水质日常检测和管理工作。
6. 负责水务工程建设管理及其质量和安全监督管理工作。负责水务行业安全生产工作。负责河道工程修建维护费的征收管理工作。负责政府投资水务固定资产的监管及水务发展专项资金的业务管理工作。
7. 按照分级管理原则，负责全市水库、河道、堤防、河口滩涂、滞洪区及其他水务设施的监督管理工作。指导重要河湖、河口滩涂的治理、开发和保护。负责河湖水生态保护与修复、河湖生态水量管理以及河湖水系连通工作。负责全市大、中、小型水库、河道、滞洪区及其他水工程设施的防洪防风安全工作。负责水工程范围内建设项目审批工作。
8. 负责防治水土流失工作。组织协调水土流失的综合防治、监测预报并定期公告。负责建设项目水土保持方案的审批和监督实施工作。
9. 负责节约用水工作。拟订节约用水政策及有关标准，指导和推动节水型社会和节水型城市建设工作。
10. 负责排水行业管理工作。承担全市排水设施(含污水、污泥处理设施)的建设管理责任，负责全市排水运营单位监督考核工作。负责污水处理费的征收管理工作。制定运营服务费的支付标准。
11. 负责落实综合防灾减灾规划相关要求，组织编制洪水干旱灾害防治规划和防护标准并指导实施。负责水情旱情监测预警工作。组织编制重要河道湖泊和重要水工程的防御洪水抗御旱灾调度和应急水量调度方案，按程序报批后组织实施。承担防御洪水应急抢险的技术支撑工作。承担台风防御期间重要水工程调度工作。
12. 组织指导和协调监督水政监察和水行政执法，调解水事纠纷。组织拟订水务监察政策，完善相关法规规章，统一执法标准。组织查处跨区、重大、复杂案件。组织开展专项或联合执法行动。
13. 负责统筹全市海绵城市建设工作。组织制定我市海绵城市建设工作技术规范、标准，协调、指导、督促相关单位开展海绵城市建设工作。拟订全市海绵城市建设工作方案，经批准后监督实施。负责我市海绵城市建设绩效考核工作。
14. 负责指导水务行业人才队伍建设。
15. 完成市委、市政府和上级部门交办的其他任务。
16. 职能转变。市水务局应切实加强水资源合理利用、优化配置和节约保护。坚持节水优先，从增加供给转向更加重视需求管理，严格控制用水总量和提高用水效率。坚持保护优先，加强水资源、水环境、水安全、水生态、水文化建设管理，加强流域统筹管理，强化水域和水务工程的管理保护，维护河湖健康美丽。坚持统筹兼顾，保障合理用水需求和水资源的可持续利用，为经济社会发展提供水安全保障。

## 机构设置

### 内设机构
- 办公室
- 规划计划处
- 审批服务处（政策法规处）
- 审计处
- 建设管理处
- 水资源管理处
- 供水管理处（市节约用水办公室）
- 河湖工作处
- 水旱灾害防御处
- 水污染治理处
- 水土保持处（市水土保持办公室、市海绵城市建设办公室）
- 安全监管和执法监督处
- 机关党委（人事处）
- 排水管理处

### 事业单位
- 深圳市智慧水务综合指挥调度和保障中心
- 深圳市水文水质中心（省水文局深圳水文分局）
- 深圳市水务工程质量安全监督站（深圳市水务工程造价管理站）
- 深圳市东江水源工程管理处[註 1]
- 深圳市西部水源管理中心[註 2]
- 深圳市北部水源工程管理处[註 3]
- 深圳市东部水源管理中心[註 4]
- 深圳市公明供水调蓄工程管理处[註 5]
- 深圳市茅洲河流域管理中心[註 6]
- 深圳市深圳河湾流域管理中心（深圳市治理深圳河办公室）[註 7]
- 深圳市龙岗河坪山河流域管理中心[註 8]
- 深圳市观澜河流域管理中心[註 9]